# Tyszkowicze
Tyszkowicze (biał. Тышкавічы, Tyszkawiczy; ros. Тышковичи, Tyszkowiczi) – agromiasteczko na Białorusi, w obwodzie brzeskim, w rejonie janowskim, w sielsowiecie Motol, nad Jasiołdą.

## Historia
W XIX i w początkach XX w. położone były w Rosji, w guberni grodzieńskiej, w powiecie kobryńskim, w gminie Motol.
W dwudziestoleciu międzywojennym leżały w Polsce, w województwie poleskim, w powiecie drohickim, w gminie Motol. W 1921 wieś liczyła 1019 mieszkańców, zamieszkałych w 180 budynkach, w tym 796 tutejszych, 215 Polaków i 8 Żydów. 1010 mieszkańców było wyznania prawosławnego, 8 mojżeszowego i 1 rzymskokatolickiego.
Po II wojnie światowej w granicach Związku Sowieckiego. Od 1991 w niepodległej Białorusi.

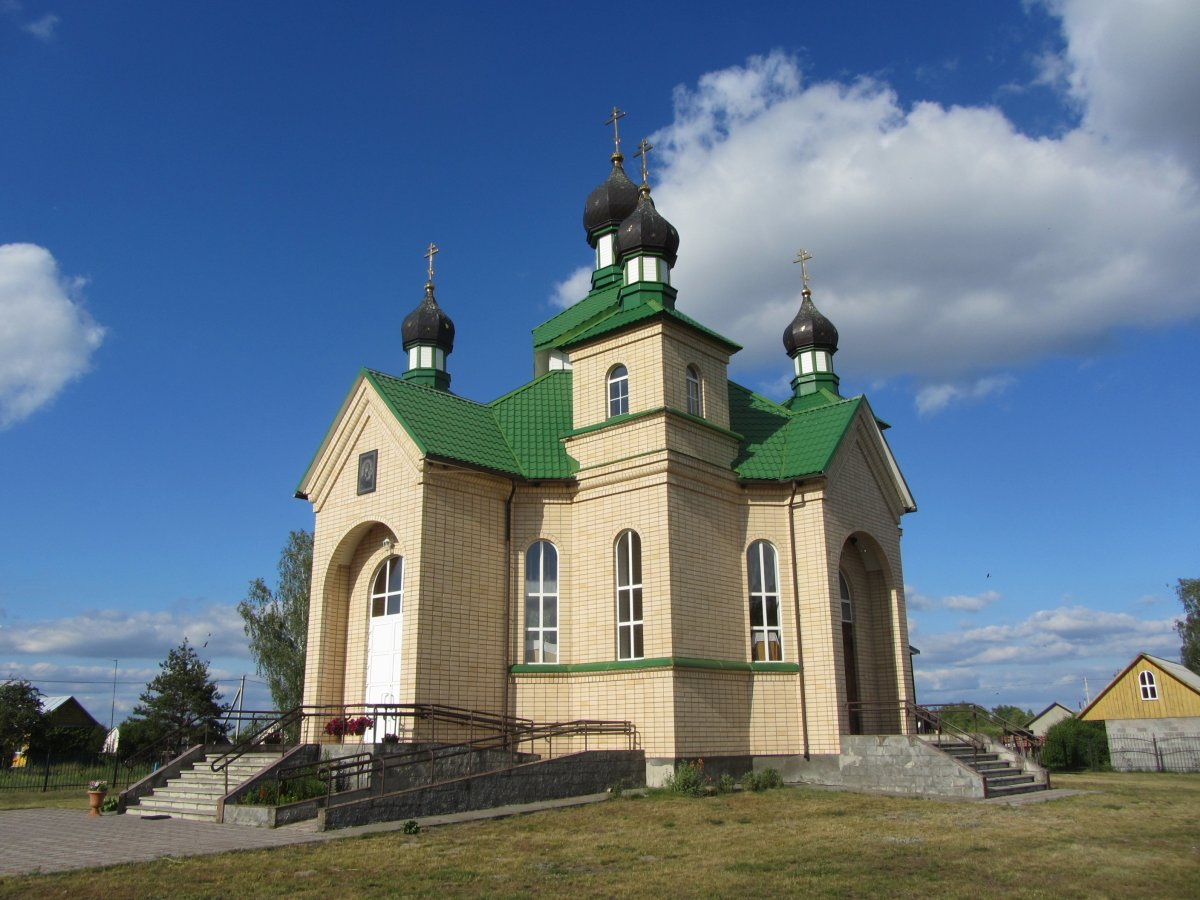
Cerkiew Kazańskiej Ikony Matki Bożej w Tyszkowiczach